# Damásio de Semur
Damásio de Semur (ca. 995 — 1048) foi Barão de Semur e Senhor do Castelo de Semur-en-Brionnais na comuna francesa de Semur-en-Brionnais em Saône-et-Loire.

## Relações familiares
Foi filho de Godofredo I de Semur (950 — 1015), Senhor de Semur e de N. de Brioude (970 -?). Casou com Aremberga da Borgonha (999 - 1016), filha de Odo-Henrique, Duque da Borgonha (946 - 15 de outubro de 1002) e de Matilde de Chalon (975 -?), de quem teve:
1. Hélia de Semur (c. 1015 — 1055) casada com Roberto I, Duque da Borgonha "O velho", duque da Borgonha.
2. Godofredo II de Semur, Senhor de Semur casado com Aélis de Nevers.
3. São Hugo de Cluny, "O grande" (13 de Maio de 1024 — 1109).